# Caulokaempferia sikkimensis
Caulokaempferia sikkimensis là một loài thực vật có hoa trong họ Gừng. Loài này được (King ex Baker) K.Larsen mô tả khoa học đầu tiên năm 1964.